# Golden State Mutual Life Insurance Building (1949)
El Golden State Mutual Life Insurance Building es un edificio de oficinas ubicado en el distrito de West Adams del sur de Los Ángeles, en el estado de California (Estados Unidos). Tiene 5 pisos y mide 26 m de altura. Fue diseñado por Paul Revere Williams en estilo moderno tardío y construido en 1949 como sede de la empresa homónima. Está a unos 11 km al suroeste del centro de Los Ángeles y a 6 al noroeste de Exposition Park y Universidad del Sur de California. Este fue el segundo edificio de la empresa en llevar este nombre, el primero se construyó en 1928.

## Diseño y construcción
Fundada en 1925. Golden State Mutual Life Insurance Company (GSM) fue la compañía de seguros de propiedad de afroamericanos más grande en el oeste de los Estados Unidos y fue la primera en ofrecer seguros de vida a todas las personas independientemente de su raza. La empresa creció mucho durante las décadas de 1920 y 1930 sirviendo a este mercado previamente desatendido.
En 1946, la junta directiva de Golden State Mutual Company decidió que su segundo edificio de 1928 en Central Ave (también un edificio histórico) se había quedado pequeño y que se trasladaría a un nuevo sitio en la esquina de West Adams Boulevard y South Western Ave (1999 West Adams) en el distrito de West Adams. En ese momento, esta ubicación se describió como "los rincones comerciales más atractivos fuera del centro de Los Ángeles" debido a su conveniente ubicación en las principales líneas de autobús. La decisión de la compañía de ubicarse aquí, en parte, marcó el declive del distrito de Central Avenue para la población afroamericana de la ciudad.
La empresa encargó a Paul Williams como arquitecto del nuevo edificio. Diseñó la estructura de acero y hormigón de cinco pisos (con niveles de entrepiso y sótano) para acomodar a más de 300 empleados y planificó su interior "en torno a la forma en que opera la empresa" con un auditorio de 400 asientos con equipo audiovisual de última generación, un auditorio con una cafetería para 150 personas, y sala de empleados y departamento médico. El amplio vestíbulo principal de dos pisos estaba flanqueado por dos murales de Charles H. Alston y Hale A. Woodruff que representaban la historia de los afroamericanos en California desde la fundación del estado hasta la actualidad.
La construcción fue completada por Herbert M. Baruch Corporation con un costo final de 956 000 dólares con 107 000 adicionales en muebles. El edificio se inauguró en agosto de 1949 en una celebración de una semana a la que asistieron el vicegobernador de California Goodwin Knight y otros dignatarios y consolidó el lugar de la empresa en la comunidad. Fue descrito en una fuente contemporánea "... como el mejor edificio construido y propiedad de negros en la nación".

## Historia
A mediados de la década de 1950, se agregaron parasoles verticales a las tres bandas de ventanas verticales prominentes que dan a la intersección, posiblemente debido a la ganancia de calor en el edificio que entonces no tenía aire acondicionado. Estos fueron eliminados en renovaciones recientes.
La compañía Golden State Mutual Life Insurance ocupó el edificio hasta 2009 cuando la compañía se declaró insolvente. El Departamento de Seguros de California forzó la liquidación de la empresa y sus activos, incluido su edificio y su colección de arte. En 2011, esta Comisión también intentó vender por separado los famosos murales del vestíbulo a la Institución Smithsonian. En respuesta, los propietarios y los conservacionistas locales solicitaron a la Ciudad de Los Ángeles que agregara el edificio como Monumento Histórico-Cultural de Los Ángeles #1000 y finalmente prevalecieron en sus esfuerzos por conservar los murales como parte de la estructura original del edificio.

## Renovación reciente
Entre 2014 y 2015, el edificio se renovó por completo, se reemplazaron sus sistemas de construcción y se restauró su apariencia original de 1949 en el exterior y en los espacios interiores clave. Se agregó un nuevo edificio de seis niveles construido en el estacionamiento del edificio original y, juntos, ambos edificios sirven como el campus principal "Legacy Plaza" para el Centro Regional Sur Central de Los Ángeles (SCLARC), una organización sin fines de lucro dedicada a servir a los discapacitados del desarrollo.. La obra fue diseñada por un equipo dirigido por AE3 Partners en asociación con Steinberg Hart y fue construida por una empresa conjunta de KSJ Construction y VCC Builders.
Como parte de esta renovación, el 29 de octubre de 2015 se dedicó un monumento y una plaza conmemorativa a Paul Williams justo al norte de este edificio. El monumento presenta un bajorrelieve de 9 pies de alto de Paul Williams con muchas de sus obras importantes en el fondo, completado por la artista local Georgia Tolivier (Tolanna). El bajorrelieve está flanqueado por paneles interpretativos con una biografía del Sr. Williams, así como una historia de Golden State Mutual Life Insurance Company.

## Fotos

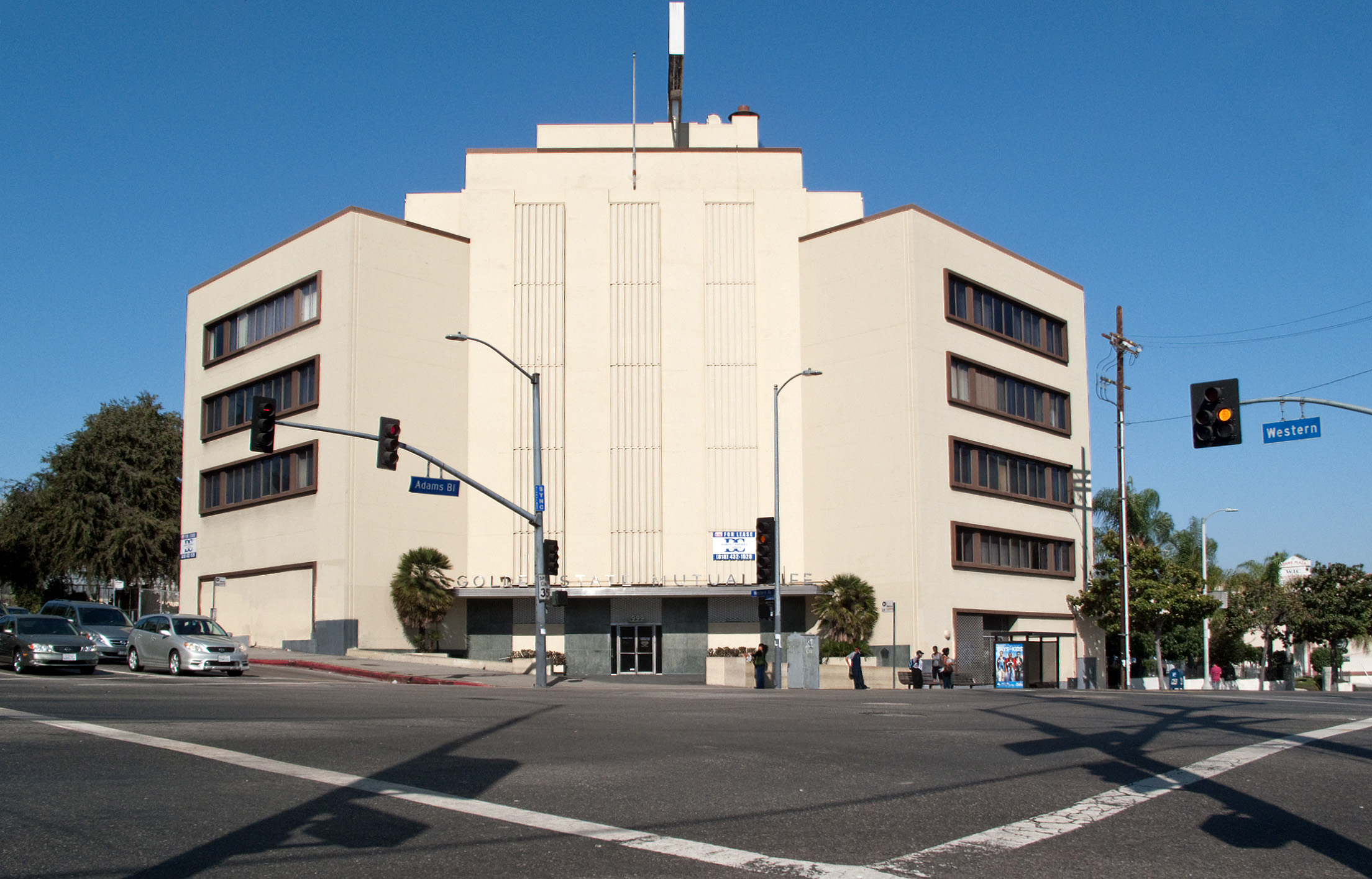
El edificio antes de la renovación de 2015.
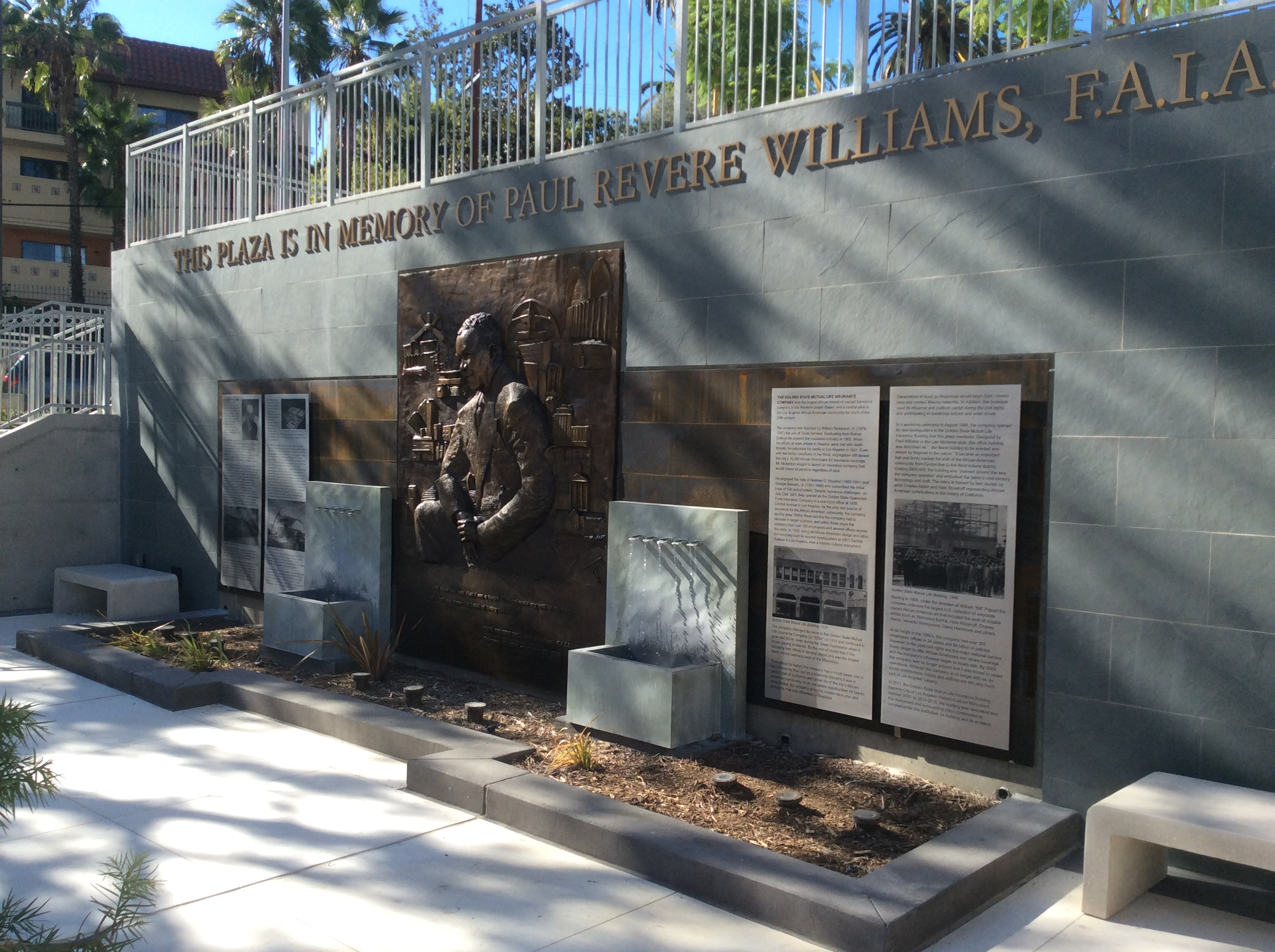
Monumento a Paul Revere Williams dedicado en octubre de 2015 al norte del edificio.